# Amakusanthura coppingeri
Amakusanthura coppingeri är en kräftdjursart som först beskrevs av Barnard 1925.  Amakusanthura coppingeri ingår i släktet Amakusanthura och familjen Anthuridae. Inga underarter finns listade i Catalogue of Life.